# Lithodes
Lithodes (лат.) — род неполнохвостых раков из семейства крабоиды. Сегодня существует около 30 признанных видов, но другие, ранее входившие в этот род, были перенесены в роды Neolithodes и Paralomis. Они встречаются в океанах по всему миру, от мелководий до глубоких вод, но в основном на глубинах 100—1000 м. Они обитают в относительно холодных водах, а это означает, что они встречаются только на больших глубинах в низких широтах, но некоторые виды также встречаются на мелководьях в высоких широтах. Это крабы среднего и крупного размера (например, ширина карапакса равношипого краба до 23,6 см, а масса животного 6,5 кг), а некоторые виды являются или были объектом промысла.
Вылов некоторых видов этого рода представляет служит источником прибыли для жителей многих прибрежных местностей, например, на архипелаге Огненная Земля.

## Виды
На март 2024 года в род включают 30 видов.
- Равношипый краб[6] (Lithodes aequispinus) J. E. Benedict, 1895
- Lithodes ahyongi Takeda, 2018
- Lithodes aotearoa Ahyong, 2010
- Lithodes australiensis Ahyong, 2010
- Lithodes ceramensis Takeda & Nagai, 2004
- Lithodes chaddertoni Ahyong, 2010
- Lithodes confundens Macpherson, 1988
- Lithodes couesi Benedict, 1895
- Lithodes ferox Filhol, 1885
- Lithodes formosae Ahyong & Chan, 2010
- Lithodes galapagensis Hall & Thatje, 2009
- Lithodes jessica Ahyong, 2010
- Lithodes longispina Sakai, 1971
- Lithodes macquariae Ahyong, 2010
- Lithodes maja (Linnaeus, 1758)
- Lithodes mamillifer Macpherson, 1988
- Lithodes manningi Macpherson, 1988
- Lithodes megacantha Macpherson, 1991
- Lithodes murrayi Henderson, 1888
- Lithodes nintokuae Sakai, 1978
- Lithodes panamensis Faxon, 1893
- Lithodes paulayi Macpherson & Chan, 2008
- Lithodes rachelae Ahyong, 2010
- Lithodes richeri Macpherson, 1990
- Lithodes robertsoni Ahyong, 2010
- Lithodes santolla (Molina, 1782)
- Lithodes turkayi Macpherson, 1988
- Lithodes turritus Ortmann, 1892
- Lithodes unicornis Macpherson, 1984
- Lithodes wiracocha Haig, 1974